# اشخاص القانون الدولي
اشتقت فكره الأشخاص القانونية الدولية من مفهوم القانون الدولي، باعتباره مجموعة القواعد التي تهيمن على علاقات الأشخاص الدولية،  والتي يوجه خطابها إليها  ليملي عليها مباشرة الالتزامات، أو ليمنحها الحقوق،  واختلفت النظريات حول تحديد شكل الشخصية القانونية الدولية، فحددتها النظرية التقليدية في إطار محدود يتمثل في (الدول، والمنظمات)، وحددتها النظرية الموضوعية في الفرد،  وانقسمت الاتجاهات المعاصرة إلى ثلاثة اتجاهات؛ اتجاه اعتبر الدولة الشخص الرئيس للقانون الدولي، واتجاه استبعد الفرد بصورة مباشرة، واتجاه ثالث افسح مجالاً ضيقاً للفرد إلى جانب الدولة والمنظمات الدولية. وتغيرت النظرية الضيقة للأشخاص الدولية المحصورة على الدول مع تطور مفهوم المجتمع الدولي المنظم، وانتقال السيادة للشعب، واتساع العلاقات الاقتصادية الدولية القائمة على تقدم التقنية والمواصلات، ومن ثم تطور فكرة الضمان الاجتماعي، وتعاون الدول في شتى الميادين، الذي انبثقت منه المنظمات الدولية، ليقر لها الفقه الدولي بالشخصية الدولية الاعتبارية، والتي لم يحصل عليها الفرد، ليقر له الفقهاء بمركز خاص في مفهوم القانون الدولي.

## وصلات خارجية
- الموقع الرسمي لهيئة الأمم المتحدة
- الموقع الرسمي للمحكمة الجنائية الدولية

## انظر ايضًا
- المحكمة الجنائية الدولية
- الكرسي الرسولي
- هيئة الأمم المتحدة